# Dionigi Buzy

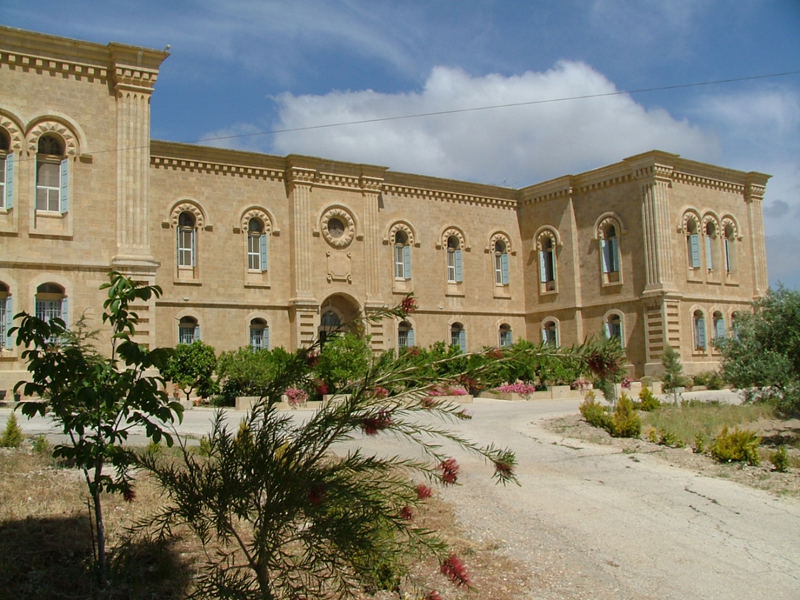
La residenza di Betlemme, ex seminario della Congregazione, dove Denis Buzy fu per oltre due decenni superiore e dove terminò i suoi giorni nel 1965.

Dionigi Buzy, in lingua francese Denis (Bénéjacq, 22 marzo 1883 – Betlemme, 21 maggio 1965), è stato un presbitero e scrittore francese, sesto successore di Michel Garicoïts alla guida della Congregazione dei Preti del Sacro Cuore di Gesù di Bétharram; prolifico scrittore di testi di carattere biblico-esegetico e spirituale.

## Biografia
Dionigi Buzy nasce a Bénéjacq, nel dipartimento dei Pirenei Atlantici il 22 marzo 1883; dopo gli studi di filosofia e teologia nel seminario della congregazione a Betlemme è ordinato sacerdote il 24 agosto 1906; a Roma prosegue i suoi studi ed ottiene i dottorati in filosofia, in teologia e, nel 1911, in Sacra Scrittura.
La sua vita si svolge quasi interamente a Betlemme dal 1908 al 1935, superiore del seminario della Congregazione dei padri di Bétharram.
Eletto superiore generale dell'Istituto nel 1935 mantiene questo incarico per due mandati fino al 1958, guidando la congregazione durante la Seconda guerra mondiale e dando nuovo impulso alle realtà locali: fu suo merito l'aver istituito i seminari nazionali (in Argentina, in Inghilterra, in Italia, in Brasile), l'aver promosso la suddivisione della congregazione in provincie, l'aver aperto le porte all'attività missionaria in Thailandia e nel Nordafrica.
Terminato il suo incarico, si ritira a Betlemme, ove continua i suoi studi biblici ed esegetici, e nello stesso tempo è incaricato della cappellania del Carmelo di Betlemme. Muore il 21 maggio 1965.

## L'attività letteraria
Prolifica è stata la sua attività di scrittore spirituale e di esegeta. Tra i suoi maggiori scritti ricordiamo:
- Epîtres aux Thessaloniciens traduites et commentées par le T.R.P. Buzy, in La Sainte Bible de Pirot-Clamer, XII
- Jésus de Nazareth, Ed. L'Ecole, Paris 1959
- Jésus. Nouvelle concordance des quatre Evangiles par le T.R.P. Denis Buzy, Ed. L'Ecole, Paris 1949
- La Bethsaïde de Galilée, in Recherches de Science Religieuse, Tome XXVIII
- La composition littéraire du Cantique des Cantiques, in La Revue Biblique, tome XLIX, 1940, 169-194
- Le Cantique des Cantiques traduit et commentée par D. Buzy, Latouzey, Paris 1950
- Le Cantique des Cantiques. Parabole ou Allégorie ? , in Recherches de Science Religieuse, Années 1951-1952, Tomes XXXIX-XL, 99-114
- Le Nouveau Testament par le T. R. Père Buzy, Ed. L'Ecole, Paris 1937
- Le Nouveau Testament traduit sur le texte grec et annoté par le T. R. Père Buzy, Ed. L'Ecole, Paris 1938
- Le Saint de Bétharram. Le bon Père Garicoïts, Ed. Saint-Paul, Paris 1947
- Les Paraboles, traduites et commentées par le P. Denis Buzy, Beauchesne, Paris 1932
- Les particules réduplicatives dans les verbes du Nouveau Testament, in Recherches de Science Religieuse
- Les Symboles de l'Ancien Testament, Gabalda, Paris 1923
- Marie de Nazareth, Ed. L'Ecole, Paris 1955
- Mêmes les miettes. En marges des Paraboles, Ed. L'Ecole, Paris 1961
- Pensées de Sr. Marie de Jésus Crucifié religieuse Carmélite converse, morte en odeur de sainteté au Carmel de Bethléem 1846-1878, Ed. Saint Paul, Paris - Bar-le-Duc 1922
- Saint Jean-Baptiste. Etudes historiques et critiques, Gabalda, Paris 1922
- Saint Joseph, Ed. Du Cerf, Paris 1937
- Saint Michel Garicoïts. Apôtre du Sacré-Cœur, Apostolat de la Prière, Toulouse
- Saints et Saintes de l'Evangile, Ed. L'Ecole, Paris 1962
- Une fleur d'Orient. Vie abrégée de Sœur Marie de Jésus-Crucifié religieuse converse du Carmel de Bethléem, Ed. Saint Paul, Paris - Bar-le-Duc 1925
- Une station magdalénienne dans le Négeb (‘Ain El-Qedeirat), in La Revue Biblique (Juillet 1929)
- Vie de Sœur Marie de Jésus Crucifié religieuse Carmélite converse, morte en odeur de sainteté au Carmel de Bethléem 1846-1878, Ed. Saint Paul, Paris - Bar-le-Duc 1927

| Controllo di autorità | VIAF (EN) 295359880 · ISNI (EN) 0000 0003 9991 463X · BAV 495/114567 · LCCN (EN) no2001100467 · GND (DE) 142252441 · BNF (FR) cb12273568z (data) · J9U (EN, HE) 987007291280005171 |